# Ministerio de Industrias y Productividad
El Ministerio de Industrias y Productividad fue un ministerio de Ecuador, encargado de formular y ejecutar políticas públicas para la especialización industrial. Su sede se encontraba en Quito. El MIPRO tuvo a su cargo dos entidades adscritas:
- Servicio Ecuatoriano de Normalización
- Servicio de Acreditación Ecuatoriano